# Orchestre philharmonique de Rhénanie-Palatinat
L'Orchestre philharmonique de Rhénanie-Palatinat (en allemand : Deutsche Staatsphilharmonie Rheinland-Pfalz) est un orchestre symphonique allemand fondé en 1919, basé à Ludwigshafen.

## Historique
L'Orchestre philharmonique de Rhénanie-Palatinat est fondé le 14 septembre 1919.
L'orchestre est en résidence à Ludwigshafen mais se produit aussi dans l'État de Rhénanie-Palatinat ainsi que dans la plupart des grandes métropoles allemandes, avec des tournées à l'étranger.
Outre sa saison symphonique, il a également une activité lyrique et chorégraphique occasionnelle.
Depuis 2019, le directeur musical de la formation est Michael Francis (en).

## Chefs permanents
Comme chefs, se sont succédé à la tête de l'orchestre :
- Lewis Ruth (1919-1920)
- Ernst Boehe (1920-1938)
- Karl Friderich (1939-1943)
- Franz Konwitschny (1943-1944)
- Heinz Bongartz (1944-1945)
- Bernhard Conz (1947-1951)
- Karl Rucht (1951-1957)
- Otmar Suitner (1957-1960)
- Christoph Stepp (1960-1978)
- Christoph Eschenbach (1979-1983)
- Leif Segerstam (1983-1989)
- Franz Welser-Möst (1991)
- Bernhard Klee (1992-1997)
- Theodor Guschlbauer (1997-2002)
- Ari Rasilainen (2002-2009)
- Karl-Heinz Steffens (2009-2018)
- Michael Francis (depuis 2019)

## Créations
Parmi les créations notables de l'orchestre figurent des œuvres de Theo Brandmüller (Dramma per musica, 1982), Werner Egk (Sonate für Orchester no 2, 1969 ; Spiegelzeit, 1979), Volker David Kirchner (Bildnisse II, 1982 ; Symphonie no 2, « Mythen », 1992 ; Gesang im Feuerofen, 1998 ; Menuha, 2000), Giselher Klebe (Lied, 1985), Wolfgang Ludewig, Wolfgang Rihm (Missa non est, 1989), Dieter Schnebel (Canones, 1995), Alfred Schnittke (La Valse, suite de concert, 2006), Leif Segerstam, Manfred Trojahn (Processions, 1987), Erkki-Sven Tüür (Aditus, 2000), Robert Wittinger (Concerto pour violon) ou Udo Zimmermann. 